# Station Sneek Noord
Station Sneek Noord (Fries: Snits Noard) is een van de twee stations in de Friese stad Sneek en werd op 3 juni 1973 in gebruik genomen.
Sneek Noord is gelegen aan de spoorlijn van Leeuwarden naar Stavoren en wordt bediend door Arriva. Het station kent geen stationsgebouw maar wel twee glazen wachtruimtes, van het zogenaamde type abri.
Het station werd in 2010 uitgebreid met een tweede spoor en perron om een extra kruisingsmogelijkheid te creëren. Daardoor kon de frequentie tussen Leeuwarden en Sneek worden verhoogd van twee naar drie treinen per uur. Deze uitbreiding kwam eind 2010 gereed.

## Afbeeldingen

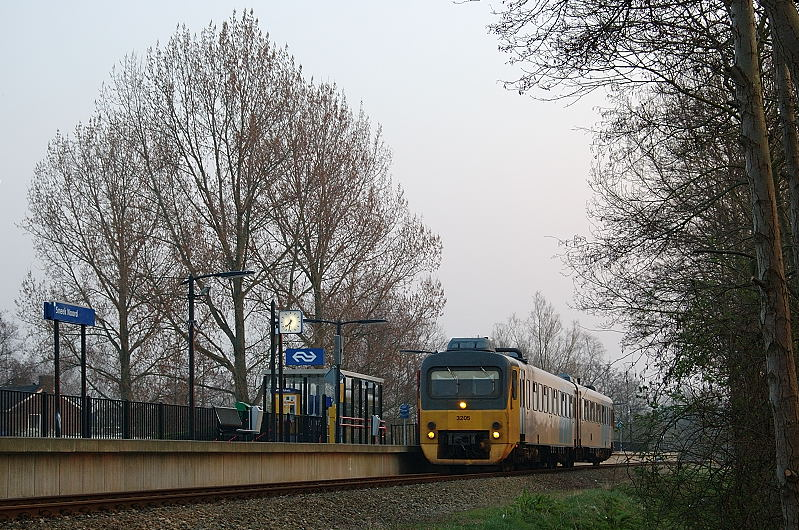
Sneek Noord in 2007, met Wadloper-treinstel
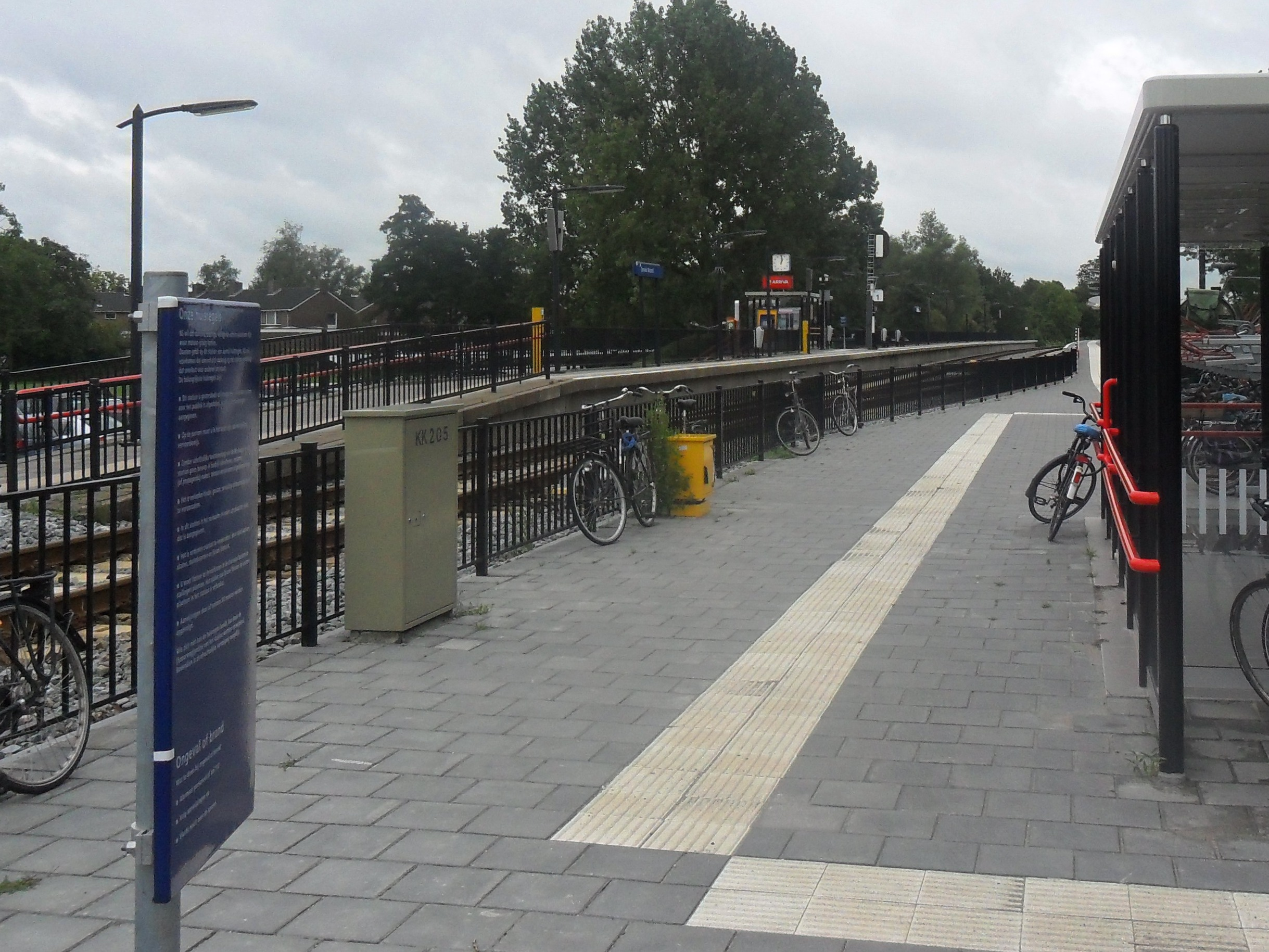
Perrons
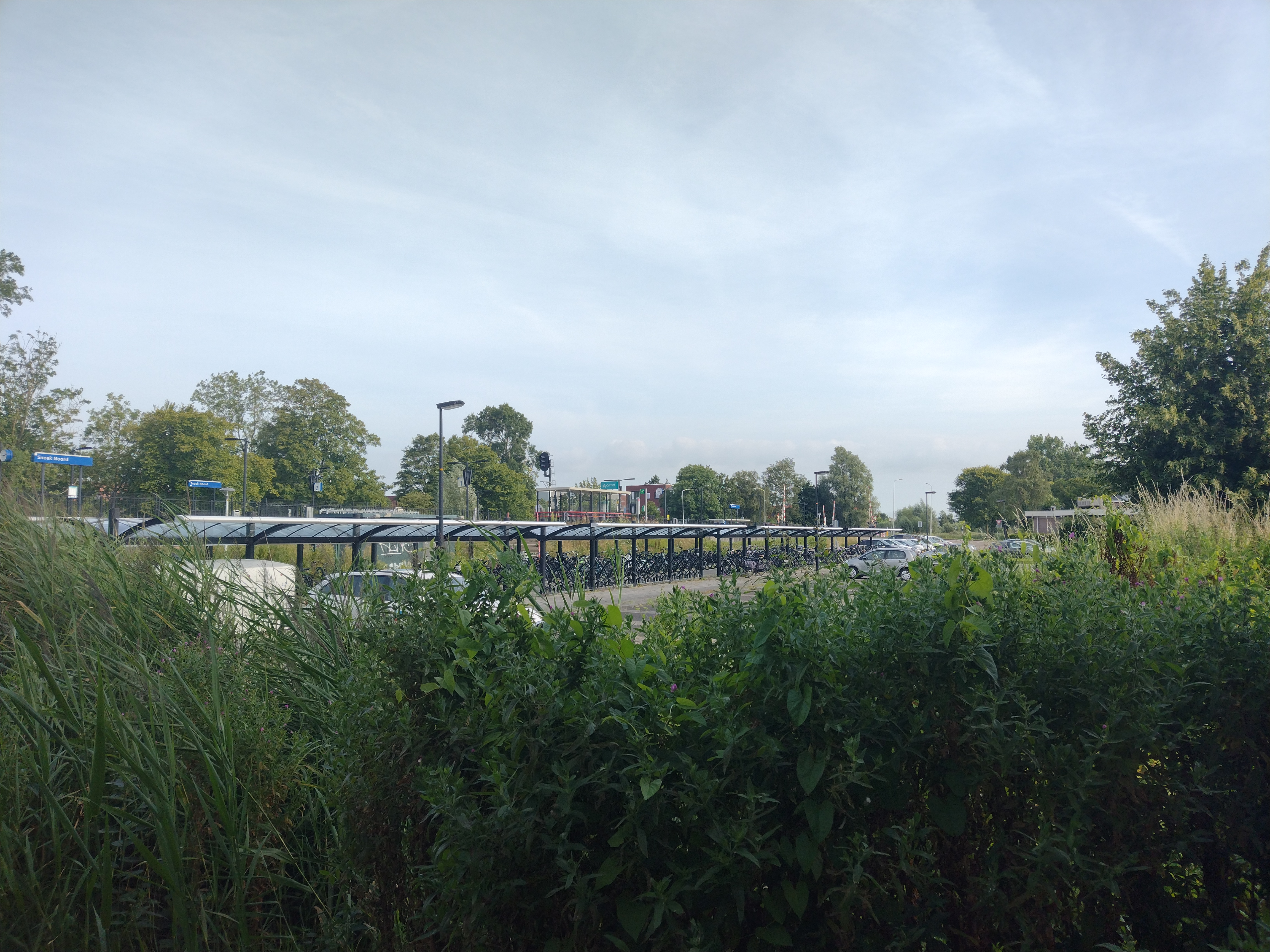
Het station in 2024
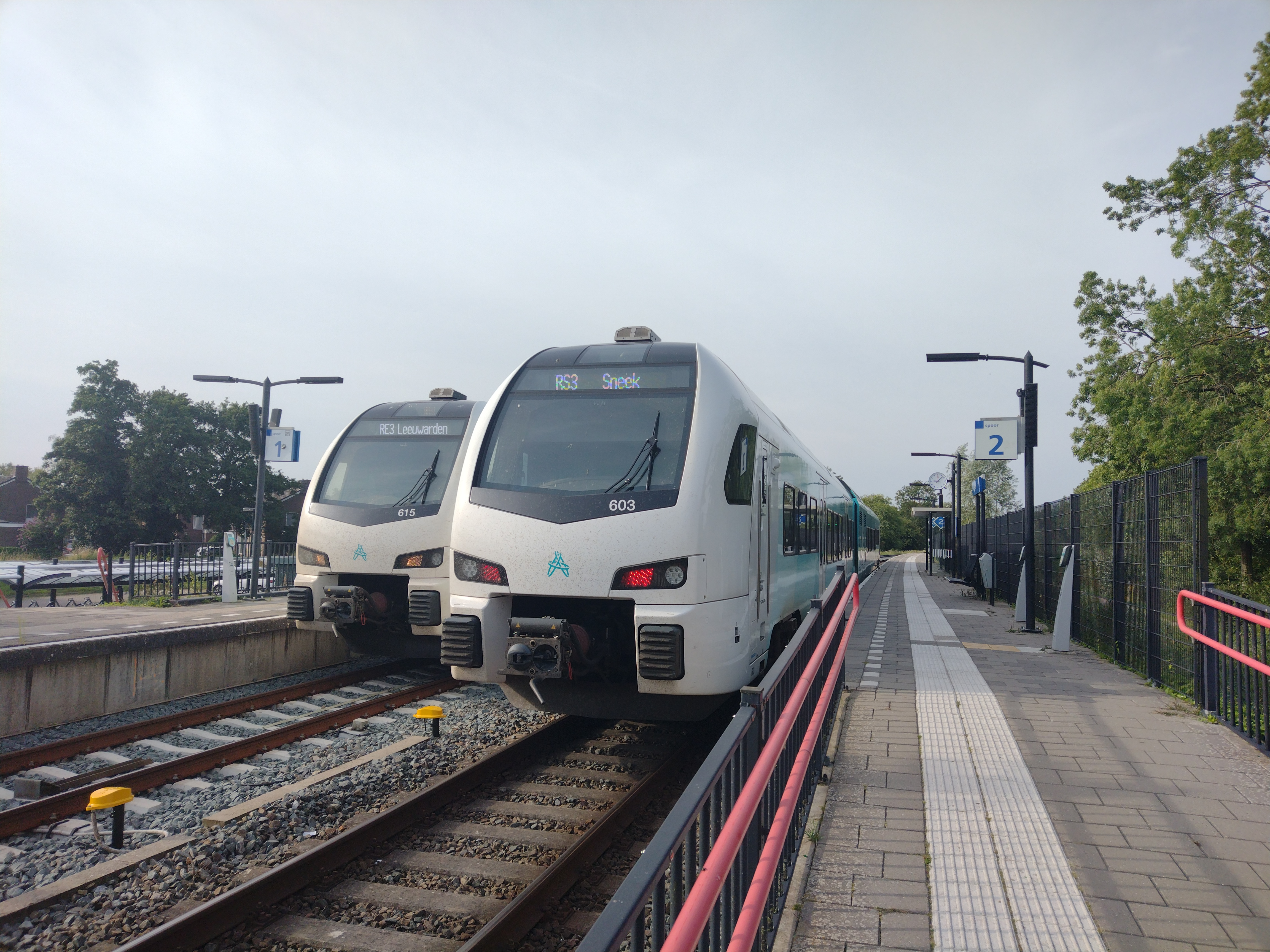
Twee Arriva WINK's op het station

## Treinverbindingen
| Serie      | Treinsoort         | Route                                       | Bijzonderheden |
| ---------- | ------------------ | ------------------------------------------- | --- |
| 37000 RS 3 | Stoptrein (Arriva) | Leeuwarden – Sneek Noord – Sneek            | Rijdt niet in de spitsuren, dan rijdt RE3 (treinserie 38000). Rijdt ook niet 's avonds na 20:00. Op zondag rijden slechts twee vroege ritten naar Sneek en één late rit naar Leeuwarden. |
| 37100 RS 3 | Stoptrein (Arriva) | Leeuwarden – Sneek Noord – Sneek – Stavoren | |
| 38000 RE 3 | Sneltrein (Arriva) | Leeuwarden – Sneek Noord – Sneek            | Spitstrein. |

0: Leeuwarden ·
5: Jellum-Boxum ·
Beers ·
Jorwerd ·
10: Mantgum ·
Wieuwerd ·
16: Bozum ·
Scharnegoutum ·
20: Sneek Noord ·
22: Sneek ·
25: IJlst ·
30: Oudega ·
Nijhuizum ·
37: Workum ·
41: Hindeloopen ·
46: Koudum-Molkwerum ·
Warns ·
50: Stavoren
Akkrum ·
Buitenpost ·
De Westereen ·
Deinum ·
Dronryp ·
Feanwâlden ·
Franeker ·
Grou-Jirnsum ·
Harlingen ·
-Haven ·
Heerenveen ·
Hindeloopen ·
Hurdegaryp ·
IJlst ·
Koudum-Molkwerum ·
Leeuwarden ·
-Camminghaburen ·
Mantgum ·
Sneek ·
-Noord ·
Stavoren ·
Wolvega ·
Workum
Voormalige stations: zie de lijst van voormalige spoorwegstations in Friesland